# Вибрационное сито
Вибрацио́нное си́то (вибросито, грохот) — (англ. “shale shaker”, “vibrating screen”) просеивающий аппарат, применяемый в различных отраслях промышленности (нефтяной, горной, пищевой и пр.). Термин «вибрационное сито» при этом чаще применяют к установкам, используемым в нефтяной промышленности. Термин «грохот» чаще используется по отношению к горному оборудованию.
Вибрационные сита, предназначенные для нефтяной промышленности, применяются для очистки бурового раствора от выбуренной породы (шлама). Кроме того, существуют специальные применения вибрационных сит, такие как восстановления кольматирующих добавок, утяжелителя бурового раствора и др.
Классически, вибрационные сита являются первой ступенью очистки бурового раствора, находясь в самом начале технологической цепочки системы очистки бурового раствора (перед гидроциклонами (пескоотделителями и илоотделителями) и центрифугами); тем не менее, в некоторых случаях перед виброситами могут быть установлены сито-конвейеры, представляющие собой ленточные конвейеры с т. н. бесконечной цепью или бесконечной сеткой.
Система очистки бурового раствора, таким образом, может состоять из различного набора технологического оборудования. При этом каждая последующая ступень очистки удаляет выбуренную породу меньшей фракции, чем предыдущая. Степень очистки каждой конкретной ступени зависит от большого количества факторов, но в среднем можно говорить о следующих т. н. «точках отсечки», англ. “cut point” (среднем размере удаляемых частиц выбуренной породы):
- вибрационное сито — очистка до 75 мкм,
- гидроциклон пескоотделителя — 45 мкм,
- гидроциклон илоотделителя — 25 мкм,
- центрифуга — 5-10 мкм.

При этом нужно учитывать, что точка отсечки конкретного технологического оборудования подчиняется закону нормального распределения, то есть утверждение, что, например, пескоотделитель имеет точку отсечки — 45 микрон, может означать в том числе, что незначительное количество более крупных, чем 45 мкм, частиц могло пройти дальше по системе, не будучи отделенным от бурового раствора.
Вибрационное сито, чаще всего, рассматривается как основное оборудование очистки, а в некоторых случаях может являться единственным оборудованием очистки на буровой. Количество применяемых вибросит зависит от производительности буровых насосов и пропускной способности применяемой модели вибросита, что в свою очередь напрямую зависит от применяемых на сите сеток (их конструкции, типа плетения и размера ячеек). Обеспечение правильной эксплуатации и обслуживания вибрационного сита является главным залогом качественной очистки бурового раствора и, как следствие, экономии на проведении буровых работ.

## Конструкция вибрационных сит
При выборе вибрационного сита обычно руководствуются несколькими основными его параметрами:
- Высота перелива сита (расстояние по вертикали от основания сита до места где раствор, покидая приёмную ёмкость, выливается на сетку),
- Ситовая площадь (при этом не учитывается реальная площадь просеивания, которая зависит от конструкции сетки),
- Сила колебаний (перегрузка на виброраме). Классически измеряется в G (ускорение свободного падения). Например: «сила колебаний — 5G».

## Принцип работы прямоугольных вибрационных сит
Буровой раствор поступает от устья скважины буровой по открытому или закрытому жёлобу к батарее вибросит (или к одному виброситу).
Раствор входит в приёмную (питающую) ёмкость, в которой снижается его скорость. Это необходимо для предотвращения преждевременного износа сетки от удара тяжёлого бурового раствора или больших кусков бурового шлама об неё. Большинство вибросит имеет в своей конструкции так или иначе выполненный распределитель потока; его назначение — равномерно и с малой скоростью подать буровой раствор на сетку. Вибрационная рама (виброрама) сита приводится в уравновешенные колебания при помощи вибродвигателей (вибраторов, вибромоторов). Основание вибрационного сита обычно жёстко закреплено на блоке очистки бурового раствора, колеблется только виброрама с установленными на неё сетками, гашение колебаний осуществляется за счёт применения пружин.
После попадания бурового раствора на сетку за счёт естественного просачивания через ячейки сетки и под действием силы колебания виброрамы раствор начинает проходить через сетку, оставляя крупные частицы выбуренной породы на её поверхности.
Под действием колебаний шлам начинает транспортироваться по поверхности сетки к концу вибросита.
Шлам сбрасывается с конца вибросита в шламовый контейнер, шнек, амбар или иначе организованный приёмник буровых отходов.
Очищенный буровой раствор, проходя через сетку, попадает в основание вибрационного сита и сливается в ёмкость блока очистки (один из технологических отсеков ёмкости, пескоотстойник), откуда самотёком через систему переливов (перетоков) или при помощи насосов подаётся на последующее оборудование очистки или в т. н. активную ёмкость бурового раствора.

## Принцип работы круглых вибрационных сит
Материал попадающий на сито просеивается под действием силы тяжести, а также за счет создаваемой вибрации и вспомогательного действия систем самоочистки(шаров и пластиковых колец, устанавливаемых под ситом). Частицы материала не прошедшие сквозь сито отбрасываются к периферии и выходят через соответствующие патрубки. Материал, разделенный на фракции, в дальнейшем идет в буферные ёмкости или транспортируется на последующие этапы переработки.

## Сферы применения и функции

### Функции вибросита
1. Отсев — отсев небольшого процента крупных включений из материала,
2. Разделение на фракции — калибровка частиц продукта на фракции разных размеров,
3. Обезвоживание — отделение жидкости от большого количества твердых частиц,
4. Фильтрация — очистка большого количества жидкости от крупных инородных включений.

### Применение

#### Пищевая промышленность
мука, сахар, какао, соль, сухое молоко и т. д.

#### Фармацевтическая промышленность
аэросил, витамины, аспирин, белок  и т. д.

#### Химическая промышленность
минеральные удобрения, пвх, технический углерод, кремний  и т. д.

#### Горнодобывающая промышленность
песок, уголь, известняк, гипс, бентонит  и т. д.

#### Нефтедобывающая промышленность
бентонит, нефтешлам, катализатор  и т. д.

#### Бумажная промышленность
крахмал, целлюлоза, сточные воды  и т. д.

#### Керамическая промышленность
глинозем, цемент, стекло, кварц, гипс  и т. д.

## Классификация вибрационных сит

### По типу устанавливаемых сеток
Вибрационные сита делятся на сита под натяжную сетку и сита под каркасную (преднатянутую) сетку.
К началу двухтысячных годов многие производители вибрационных сит стали производить свои аппараты «под каркасные сетки», так как у таких сит есть три основных преимущества, по сравнению с ситами «под натяжные сетки»: равномерное распределение раствора (и как следствие — увеличение просеивающей поверхности сетки или сеток), заводское натяжение сетки (то есть исключение «человеческого фактора» при её установке, когда оператор мог перетянуть или недотянуть сетку) и простота установки.

### По количеству уровней очистки (дек)
Вибросита могут отличаться по количеству уровней очистки или дек. Различные конструкции вибросит используются для различных случаев применения. Самыми распространенными типами сит являются одноуровневые сита. Основное преимущество сит такой конструкции: наглядность процесса очистки на сите и удобный контроль износа сетки.
Двухуровневые сита чаще всего применяются для того, чтобы увеличить площадь просеивания бурового раствора, не увеличивая площадь, занимаемую технологическим оборудованием. При этом на первом уровне обычно осуществляется т. н. «грубая очистка» (англ. — scalping).
Трехуровневые сита могут применяться как для увеличения площади просеивания, так и для восстановления кольматирующих добавок в буровой раствор. При таком восстановлении обычно на верхнем (первом) уровне очистки происходит грубая очистка бурового раствора, на среднем (втором) уровне происходит восстановление кольматанта с его возвратом в активную растворную систему, на нижнем (третьем) уровне происходит т. н. тонкая очистка бурового раствора. При таком стиле работы, естественно, на всех трех уровнях устанавливаются сетки разного размера.

### По типу колебаний
В порядке внедрения в отрасли:
- С несбалансированно-эллиптическими колебаниями,
- С круговыми колебаниями,
- С линейными колебаниями,
- Со сбалансировано-эллиптическими колебаниями,
- С прогрессивно-эллиптическими колебаниями.

Обычно перечисленные типы колебаний получают следующими способами:
- Несбалансированно-эллиптические — установкой одного вибродвигателя вне центра тяжести вибрационной рамы,
- Круговые колебания — установка одного вибродвигателя в центре тяжести вибрационной рамы. При этом получаются равномерные гармоничные колебания (круговые) во всех точках виброрамы (по всей ситовой поверхности),
- Линейные колебания:

а) установкой двух вибродвигателей, вращающихся в разные стороны наверху на виброраме. При этом считается, что ось, проходящая между вибродвигателями, должна проходить через центр тяжести для получения равномерных гармоничных колебаний (линейных) во всех точках виброрамы (по всей ситовой поверхности),
б) установкой двух вибродвигателей, вращающихся в разные стороны по бокам от виброрамы и наклоненных в одной плоскости,
- Со сбалансировано-эллиптическими колебаниями. Такой тип колебаний можно получить тремя основными способами. Самые распространенные из них:

а) вибраторы устанавливаются по бокам от виброрамы, вращаются в разных направлениях (см. рекомендации производителя по электрическому подключению и направлению вращения вибраторов) и наклонены в двух плоскостях,
б) запатентованный компанией M-I SWACO (вибросито Mongoose PT) подход использования третьего вибродвигателя. При этом два вибратора задействованы, когда требуется получить линейный тип колебаний, а третий включается в работу, когда необходимо получить сбалансировано-эллиптический тип колебаний виброрамы.
- С прогрессивно-эллиптическими колебаниями.

Тип колебаний, применяемый на вибросите, влияет на качество просеивания, скорость транспортировки (выноса) шлама, скорость износа ситовой поверхности и степень деградации бурового шлама на сетке (степень «разбивания» шлама о сетку вследствие воздействия на него перегрузки).
Проведенные в 1980-х годах исследования буровой компании AMOCO показали наличие как положительного, так и отрицательного эффекта от применения обоих самых распространенных в отрасли типов колебаний (линейных и сбалансированно-эллиптических).
Принято считать, что при линейном типе колебаний пропускная способности сита по раствору (просачивание) и по шламу (скорость выноса) — высокие. При этом сбалансировано-эллиптические колебания позволяют лучше осушать шлам, меньше влияют на его разбивание на сетке и приводят к увеличению срока службы сетки (по некоторым оценкам на 10-15 %).

## Сетки вибросит

### Сепарационная способность сеток
В нефтяной промышленности (как и некоторых других) применяется термин «число меш». Число меш — количество ячеек сетки на линейный дюйм (Версия определения: количество нитей плетения на линейный дюйм сетки).
Следовательно, чем выше число меш, тем лучшую очистку обеспечит такая сетка.
Различными производителями используются разные ряды типоразмеров сеток вибрационных сит, тем не менее, некоторые типоразмеры у разных производителей иногда совпадают или очень близки по значению.
Пример ряда типоразмеров сеток: 10, 20, 30, 38, 50, 70, 84, 105, 120, 165, 200, 230, 270, 325, 400, 500.
Чаще всего из приведенного ряда применяются сетки с числом меш от 38 до 230.
У различных производителей и организаций в ходу есть таблицы перевода числа меш в микроны ячейки сетки. Следует знать, что любые попытки подобного пересчёта приводят к получению большой погрешности (часто неизвестна толщина проволоки плетения) и не могут становиться показателями реальной сепарационной способности.

### Маркировка сеток
Большинство крупных производителей сеток для вибрационных сит являются американскими компаниями и в вопросах маркировки сеток должны подчиняться действующим стандартам Американского Нефтяного Института (API). Речь в частности идёт о стандарте API RP13C.
Маркировка в соответствии с этим стандартом осуществляется по результатам проведения стандартизированного теста.
Среди прочих указанных данных на такой табличке:
- Параметр d100 сепарационной способности в микронах. Можно определить как размер самой крупной ячейки на сетке.
- Число API (число меш т. н. лабораторной сетки, сепарационная способность которой схожа с сепарационной способностью тестируемой сетки),
- Проводимость (англ. conductance) (способность пропускать жидкость). Тест на проводимость проводится на реальной сетке. В тесте оценивается её способность пропускать жидкий глицерин.
- Рабочая площадь (англ. non-blanked area) (то есть площадь сетки реально участвующая в процессе сепарации или, другими словами, площадь, не задействованная под раму сетки, проклейку и рёбра жесткости).

Результаты этого теста признаются далеко не всеми производителями и операторами. Большинство предпочитают использовать обозначение числа меш от производителя, которое чаще всего расходится с числом меш по API. Для удобства операторов производители часто маркируют сетки как по стандарту, так и своими числами и обозначениями.

## Интересные факты
- Первые вибросита начали производиться в США в двадцатых годах XX века.
- Изначально в нефтяной промышленности параллельно развивалось на направления осуществления грубой очистки бурового раствора: вибрационные сита и барабанные сепараторы (shale separators). Но от последних быстро отказались, как от тупиковой ветви развития.
- Термин shale shaker (от англ. вибрационное сито) впервые был применён в 1938 компанией Jeffery Manufacturing Co. Причём, это было названием конкретной модели устройства. Позже, все в отрасли начали применять этот термин по отношению к своим изделиям.